# Kai Richter
Kai Richter (* 2. Dezember 1969 in München) ist ein deutscher Bildhauer.

## Leben
Kai Richter wurde 1969 in München geboren und studierte bei Joachim Bandau und Hubert Kiecol an den Kunstakademien Münster und Düsseldorf Bildhauerei. Er lebt und arbeitet in Düsseldorf. Dort unterrichtet er unter anderem an der Fachhochschule.
2000 erhielt er das Cité Internationale des Arts Paris-Stipendium in Paris und 2015 den Daniel-Henry-Kahnweiler-Preis.

## Werke

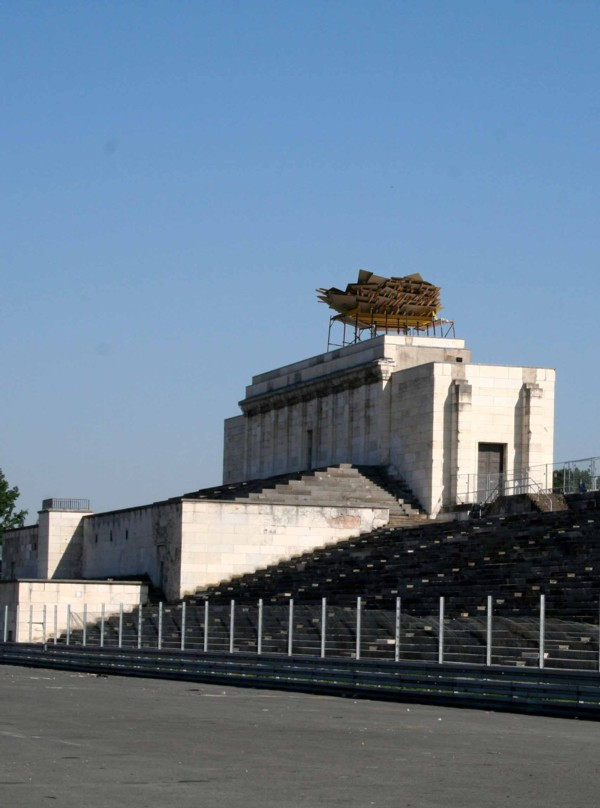
„Es blieb was konnte“ Kai Richter, 2008, Reichsparteitagsgelände Nürnberg

### Einzelausstellungen
- 2020 Already Made, Galerie Christian Lethert, Köln
- 2017 Construction Time Again, Studio im Hochhaus (mit Tommy Stöckel), Berlin
- 2017 Somewhere in Between, Galerie Christian Lethert, Köln
- 2016 Don`t believe every thing you think, Donopoulos Fine Art, Thessaloniki, Griechenland
- 2016 Eine Etage tiefer, Reinraum, Düsseldorf
- 2016 EGO CONSTRUO ERGO SUM, Kunstverein Sundern
- 2016 Lichtenberg Studios, Berlin
- 2016 Skulpturen, Galerie Sebastian Fath Contemporary, Mannheim
- 2015 Dogma durchgestossen, Herz Jesu Kirche, Köln
- 2014 The Pioneers of Space, The Brigaitt, Glasgow, Schottland
- 2014 Construction Time, Kunstverein Langenfeld, Langenfeld
- 2014 Wall/Space, Daab Salon, Köln (mit L.Breuer)
- 2014 TWO, Spam Contemporary, Düsseldorf
- 2014 Schrauben und Streifen, Showroom Tina Miyake, Düsseldorf
- 2014 Monument, International Art Festival Glasgow, Schottland
- 2013 Break through the Lines, Galerie Christian Lethert, Köln
- 2012 The Loss of Gravity, Zeitkunstgalerie, Kitzbühel, Österreich
- 2012 ELLER, Raum für Kunst Oberkassel, Düsseldorf
- 2012 Soiled Structure, Gesellschaft für Kunst, Bonn
- 2011 gegossen, UniCredit Kunstraum, München
- 2011 Stein Schere Papier, Gebrüder Kunstraum, München
- 2010 ARDEX, SpeicherU75, Düsseldorf
- 2009 Trocken, Galerie Christian Lethert, Köln
- 2009 Cue, The National Museum of Contemporary Art, Seoul, Korea
- 2009 Stop Gravity, Kreisgalerie am Germanischen Nationalmuseum, Nürnberg
- 2009 Radtke/Richter, Galerie Sebastian Fath Contemporary, Mannheim
- 2009 Voids, Forum für Kunst und Kultur, Herzogenrath
- 2008 Constructing Form, Gallery 1708 Space for New Art, Richmond, Va. USA
- 2007 geschoss 349, Galerie Sebastian Fath, Mannheim
- 2007 RUX, Vorgebirgspark Skulptur, Köln (mit Lutz Fritsch)
- 2007 H20-H21, Kunstverein Mönchengladbach
- 2007 HEUTE, Galerie Christian Lethert, Köln (mit Jo Schultheis)
- 2007 Fuhrwerkswaage, Köln, One Man Show, Art Cologne
- 2006 zweigeschossig, Fuhrwerkswaage, Köln
- 2005 Bauskulptur, Kunstverein Leverkusen, Museum Morsbroich

### Gruppenausstellungen
- 2016 Das weiße Haus, Wien
- 2016 24 Stunden, Galerie Sebastian Fath, Mannheim
- 2016 Wendezeiten, CCA Andratx, Mallorca, Spanien
- 2016 Position Konstruktiv, Kunstverein Mönchengladbach
- 2016 groupshow, Galerie Christian Lethert, Köln
- 2015 Kahnweiler-Preis, Museum Pachem, Rockenhausen
- 2015 Konnexion, Bund Deutscher Architekten, Forum für Kunst und Architektur, Essen
- 2015 Reflexionen, 701 ev. Ortsspezifische Arbeiten im Franziskaner Kloster, Düsseldorf
- 2015 Das Weisse Haus, Wien
- 2015 Rhine Prize, Bonn
- 2015 Accrochage, Sebastian Fath Contemporary, Mannheim
- 2015 Construkt!, Deutscher Künstlerbund, Berlin
- 2015 Groupshow, Galerie Christian Lethert, Köln
- 2014 Back from Glagow, Kulturamt Düsseldorf
- 2014 Spam Contemporary, Düsseldorf
- 2014 raw materials, Städtische Galerie Delmenhorst
- 2014 in_between_out, Donopoulos International Fine Arts, Thessaloniki, Greece
- 2014 Groupshow, Galerie Christian Lethert, Köln
- 2014 raw materials, Städtische Galerie Bietigheim-Bissingen
- 2013 Groupshow, Galerie Christian Lethert, Köln
- 2013 Totale, Maschinenhaus Essen
- 2012 22 Fachgeschäfte, Lichthof, Mönchengladbach
- 2012 Herbst.Zeit.Lose" GKG / Bonn
- 2012 raw materials, Museum für konkrete Kunst, Ingolstadt
- 2012 Groupshow, Galerie Christian Lethert, Köln
- 2011 Abstrakt-3 Positionen, Stadtgalerie Sundern
- 2011 Construction Site, Con-Sum Düsseldorf
- 2011 Groupshow. Galerie Christian Lethert, Köln
- 2010 Konstruktiv, Galerie Beck und Eggeling, Düsseldorf
- 2010 groupshow, Galerie Christian Lethert, Köln
- 2009 fully booked, Hotel Beethoven, Bonn
- 2009 Trendwände, Kunstraum Düsseldorf
- 2009 Urbane Welten, Frankeneinkaufszentrum, Nürnberg
- 2009 Gehäuse Untergeschoss, Bronner Keller, Düsseldorf
- 2009 Groupshow Galerie Christian Lethert, Köln
- 2008 Das Gelände, Kunsthalle Nürnberg, Projekt Gras wächst
- 2008 Galerie für Zeitkunst, Kitzbühel, Österreich
- 2008 Skulptur im Blickpunkt Kunsthalle Mannheim
- 2008 01/08 Galerie Christian Lethert, Köln
- 2006 Und es bewegt sich doch, Museum Bochum
- 2006 Ostbelgischer Kunstpreis, ikob Museum, Eupen, Belgien
- 2005 Kunststudenten stellen aus, Bundeskunsthalle Bonn

### Stipendien und Kunstpreise
- 2016 Lichtenberg Studios, Berlin
- 2015 Kahnweiler-Preis für Bildhauerei
- 2014 Atelierstipendium, Centro Cultural Andratx, Mallorca, Spanien
- 2013 Anna Lobner Stipendium, Wasps Artists' Studios, Glasgow
- 2012 Künstlerhaus Eckernförde
- 2011 Kunstfonds, Bonn
- 2009 Deutsch koreanischer Künstleraustausch, Seoul; Süd-Korea
- 2007 Reisestipendium für Finnland
- 2003 Cite des Arts, Paris, Kunstakademie Düsseldorf
- 2000 Arbeitsstipendium Kunstverein Greven